# Kikimora
Kikimora là một chi nhện trong họ Linyphiidae.